# Penicillus capitatus
Espèce
Penicillus capitatus est une espèce d'algues vertes de la famille des Udoteaceae.